# Centre Nacional d'Educació Ambiental
El Centre Nacional d'Educació Ambiental (CENEAM) és un centre de referència a Espanya en el tema de l'educació ambiental, que promou la responsabilitat dels ciutadans en relació amb el medi ambient. Dedica els seus recursos al servei de tots aquells col·lectius, públics i privats, que desenvolupen programes i activitats d'educació i formació ambiental. Depèn funcionalment de la Subsecretaria per a la Transició Ecològica, i orgànicament de l'Organisme Autònom Parcs Nacionals (OAPN). Les seves funcions estan regulades mitjançant l'ordre ministerial 1973/2002.
El centre va ser creat per l'ICONA (Institut Nacional per a la Conservació de la Naturalesa) en 1987, com un fòrum de reunió, coordinació i difusió a escala estatal a Espanya en l'àmbit de l'educació ambiental, seguint les recomanacions de la Conferència Internacional sobre Educació Ambiental, celebrada a Tbilisi, en 1977.
Des de 2015 és director del centre el biòleg Javier Pantoja Trigueros, qui va substituir Juan Carlos Dueñas, director des de 2000.